# Алфабет (информатика)
Алфабет у информатици представља коначан скуп знакова (симбола), који су најчешће цифре или ASCII карактери. Најуобичајенији пример алфабета у информатици јесте бинарна азбука {0,1}.
Ниска је коначан низ знакова алфабета постављених један до другога. Пример низова над бинарном азбуком су 101, 001101 и 11100010101. Од елемената алфабета можемо конструисати и низове бесконачне дужине.
За дати алфабет {\displaystyle \Sigma }, са {\displaystyle \Sigma ^{*}}  означавамо скуп свих коначних ниски над алфабетом {\displaystyle \Sigma }. Овде {\displaystyle {}^{*}}. означава Клинијев оператор. Са {\displaystyle \Sigma ^{\infty }} (или {\displaystyle \Sigma ^{\mathbb {N} }} или {\displaystyle \Sigma ^{\omega }}) означавамо скуп свих бесконачних низова над алфабетом {\displaystyle \Sigma }.